# Фанагорийское восстание
Фанагорийское восстание (63 год до н. э.) — восстание жителей города Фанагория против царя Митридата VI.

## Ход событий
Осенью 65 года до н. э. Митридат прибыл на Боспор, где захватил Пантикапей, а его «предводители» занялись подчинением других отпавших от Митридата ещё в 70 г. до н. э. боспорских городов. Царь отправил послов к римскому полководцу Помпею с мирными предложениями, но тот снова потребовал безоговорочной капитуляции. Митридат начал масштабную подготовку к новому походу против Рима. Подражая Ганнибалу, царь надеялся вторгнуться в Италию через земли союзных ему сарматов, даков и галлов, по пути набирая среди них огромную армию для разгрома римлян. Однако сельское хозяйство, ремёсла и торговля Боспора испытывали трудности из-за организованной римлянами морской блокады Боспора.
К 63 г. до н. э. Митридат сформировал войско в тридцать шесть тысяч человек. Однако боспоряне и ветераны Митридата не хотели продолжения войны и дальнего похода в Италию. Укрепляя свою власть и обеспечивая беспрепятственный сбор налогов, Митридат стал увеличивать гарнизоны боспорских городов. С этой целью весной 63 года до н. э. был послан дополнительный отряд в усиление гарнизона Фанагорийской крепости (расположенной на Фонталовском п-ве у пос. Гаркуши). В составе этого отряда, которым командовал евнух Трифон, находились 4 сына и 2 дочери Митридата (посланные с отрядом, видимо, для приобретения ими опыта). После того, как отряд с указанными детьми Митридата занял стоявшую близ Фанагории крепость, Трифон попытался войти в саму Фанагорию. Но фанагориец Кастор, ранее телесно обиженный Трифоном, напал на него и убил, а затем стал призывать фанагорийцев вернуть городу свободу. Фанагорийцы осадили крепость с детьми Митридата, и, дабы заставить их сдаться, подожгли деревья, которыми обложили стены крепости. Испугавшись осады и пожара, дети царя — Артаферн, Дарий, Ксеркс, Оксатр и Эвпатра сдались фанагорийцам, которые позже выдали их римлянам. Но одна дочь Митридата — Клеопатра, осталась в осаждённой Фанагорийской крепости и оказывала сопротивление фанагорийцам, пока ей не удалось перебраться на корабль (благодаря тому, что южная стена Фанагорийской крепости находилась на береговом обрезе воды Корокондамского озера [Таманского залива], а потому не была затронута пожаром), входящий во флотилию бирем, посланных Митридатом для спасения Клеопатры.
Примеру восставшей против Митрадата Фанагории последовали другие боспорские города, поддержанные мятежом царского войска во главе с Фарнаком (сыном Митридата), — что и привело к гибели Митрадата.

## Археологические раскопки
Фанагорийская крепость, о которой идёт речь в рассказе Аппиана о Фанагорийском восстании 63 г. до н. э., — это «батарейка Гаркуши» (с 4-мя угловыми и 2-мя башнями при воротах, с общей сохранившейся площадью около 0,7 га, притом, что «её южная сторона уже упала в море»), что находится рядом с городищем Фанагорией (ошибочно называемым Патреем), расположенном у пос. Гаркуши на Фонталовском п-ве. Батарейка Гаркуши (Фанагорийская крепость) побывала в пожаре 63 г. до н. э., как о том свидетельствует датировка кошелька монет, найденного в 1950 году в слое пожарища этой крепости.
В августе 2013 года в ходе раскопок, проведённых российскими археологами в Гермонассе (что находится у ст. Сенной и которую ошибочно называют Фанагорией на месте акрополя обнаружены следы пожара второй половины 90-х годов до н. э., как о том свидетельствуют кошельки с монетами и их разрозненные находки, найденные в слое пожарища. На городище у Сенной (то есть в Гермонассе) или рядом с ней нет никакой крепости, которая могла бы соответствовать рассказу Аппиана о Фанагорийском восстании 63 года до н. э.
В воде на месте затопленной пристани городища у Сенной (то есть Гермонассы) найдено использованное как строительный камень надгробное мраморное основание под статую, посвящённую наложнице царя Гипсикратии, погибшей в 65—64 годах до н. э. при подчинении «предводителями» Митридата городов Боспора. Надгробие Гипсикратии никакого отношения к Фанагорийскому восстанию 63 года до н. э. против Митридата не имеет, поскольку царь не успел бы — вследствие указанного восстания — это надгробие ни воздвигнуть, ни поставить его в восставшей против него Фанагории.